# Got to Get You into My Life
〈Got to Get You into My Life〉는 1966년 음반 《Revolver》에서 처음 발매된 비틀즈의 노래이다. 이 곡은 폴 매카트니가 작곡했는데, 공식적으로 레논-매카트니에게 인정받았다.